# Föderaler Öffentlicher Dienst Soziale Sicherheit
Der Föderale Öffentliche Dienst Soziale Sicherheit (Abkürzung FÖD Soziale Sicherheit, niederländisch Federale Overheidsdienst (FOD) Sociale Zekerheid, französisch Service public fédéral (SPF) Sécurité sociale) ist das Sozialministerium des Königreichs Belgien. Der FÖD Soziale Sicherheit ist einer der Föderalen Öffentlichen Dienste in Belgien. Das Ministerium hat seinen Sitz in Brüssel. 
Die fünf Minister des FÖD sind Frank Vandenbroucke (Soziale Angelegenheiten), David Clarinval (Beschäftigung), Eléonore Simonet (Selbständige), Jan Jambon (Pensionen) und Rob Beenders (Personen mit Behinderung).

## Organisation
Das Sozialministerium gliedert sich in die fünf Generaldirektionen Sozialpolitik, strategische Unterstützung, Selbständige, Sozialinspektion und die Generaldirektion für Leistungen an Personen mit einer Behinderung.

## Behörden und Einrichtungen der sozialen Sicherheit
Zur Erfüllung seiner Aufgaben sind dem Ministerium mehrere Ämter und soziale Sicherungssysteme unterstellt. Dazu gehören das Amt für überseeische soziale Sicherheit (AÜSS) und die Hilfs- und Unterstützungskasse für Seeleute (HUKS). Auch die zwei Fonds für Arbeitsunfälle (FAU) und für Berufskrankheiten (FBK) sind dem FÖD Soziale Sicherheit unterstellt. Daneben arbeiten für das Ministerium die Landesämter für Arbeitsbeschaffung (LFA), den Jahresurlaub (LAJU), Familienbeihilfen zugunsten von Lohnempfängern (LAFBLE), soziale Sicherheit (LASS) und soziale Sicherheit der provinzialen und lokalen Verwaltungen (LASSPLV). Die Sozialversicherungen werden von den zwei Landesinstituten für die Sozialversicherungen für Selbständige (LISVS) und für Kranken- und Invalidenversicherung (LIKIV) verwaltet. Abschließend gehören die Zentrale Datenbank der sozialen Sicherheit (ZDSS), das Landespensionsamt (LPA) und die Öffentliche Sozialhilfezentren (ÖSHZ) der Gemeinden dazu.